# Totul pentru Țară
Totul pentru Țară a fost partidul legionar, constituit în urma dizolvării Gărzii de Fier (1933) și format din elementele organizației dizolvate. L-a avut ca președinte pe generalul Gheorghe Cantacuzino-Grănicerul, apoi pe inginerul Gheorghe Clime. De fapt, conducătorul era Corneliu Zelea Codreanu. La alegerile din decembrie 1937, partidul a obținut 66 de mandate din 387.
Istoria partidului a început în iunie 1927, când Corneliu Zelea Codreanu a înființat Legiunea Arhanghelul Mihail. În 1930 și-a luat numele de Garda de Fier, care a fost dizolvată de liberali în 1933. S-a reînființat sub numele de Totul pentru Țară. În noiembrie 1938, Carol al II-lea, din dorința de a instaura o guvernare personală, a hotărât "epurarea aparatului de stat de elemente legionare, principalii conducători "gardiști" au fost arestați și, ulterior (30 noiembrie 1938), 14 dintre ei - inclusiv Corneliu Zelea Codreanu - , executați".
La începutul lui 1940, regimul reprezentat de dictatura regală a negociat cu legionarii și s-a ajuns la o aparentă conciliere. Tot în anul 1940 partidul și-a schimbat denumirea în "Mișcarea Legionară". La 6 septembrie Carol al II-lea este înlăturat de la putere, iar pe 14 septembrie 1940 România a fost proclamată de către Ion Antonescu "stat național-legionar" (art. 1), Mișcarea Legionară (fostul partid "Totul pentru Țară") a devenit "singura formațiune politică recunoscută de stat" (art. 2), iar Ion Antonescu a fost intitulat "conducător al statului și șef al regimului legionar" (art. 3).
Totuși, legionarii nu au condus singuri, din guvern făcând parte în principal militari și oameni ai partidelor istorice, iar puterea politică o deținea Antonescu.  Așa-zisa guvernare legionară a fost foarte scurtă, ținând din data de 14 septembrie 1940 și până la data de 23 ianuarie 1941 când a început prigoana lui Antonescu împotriva legionarilor.
Din cauza neînțelegerilor dintre Ion Antonescu și Mișcarea Legionară în privința politicii economice și externe precum și de natură executivă, tensiunea dintre cele două părți escaladează și pe 16 ianuarie 1941 Antonescu i-a destituit pe Constantin Petrovicescu și pe Alexandru Ghica, pe primul din funcția de ministru de interne, iar pe al doilea din cea de prefect al poliției. Legionarii ripostează și au loc evenimentele din 21-23 ianuarie 1941, cunoscute sub numele de rebeliunea legionară. Antonescu înnăbușă rebeliunea, unii legionari sunt arestați și condamnați (cca. 8 mii), alții (cca. 700) reușesc să fugă în Germania.
Mișcarea Legionară a fost desființată de mai multe ori și o dată s-a auto-dizolvat. La 11 ianuarie 1931 are loc prima dizolvare a Gărzii de Fier de către Ion Mihalache, ministru de Interne în Guvernul G.G. Mironescu; în martie 1932 Garda de Fier este dizolvată pentru a doua oară de Guvernul Iorga - Argetoianu; la 10 decembrie 1933 premierul liberal I.G. Duca operează a treia dizolvare a Gărzii de Fier; iar în urma presiunilor politice la 21 februarie 1938 Corneliu Zelea Codreanu dispune autodizolvarea partidului "Totul pentru Țară", pentru ca mai apoi Corneliu Zelea Codreanu să fie arestat și asasinat la ordinul lui Carol al II-lea, așa după cum confirmă și Rabinul Șef Alexandru Șafran.